# Gentianella stoliczkae
Gentianella stoliczkae är en gentianaväxtart som först beskrevs av Benjamin Clarke, och fick sitt nu gällande namn av Josef Holub. Gentianella stoliczkae ingår i släktet gentianellor, och familjen gentianaväxter. Inga underarter finns listade i Catalogue of Life.